# Adão

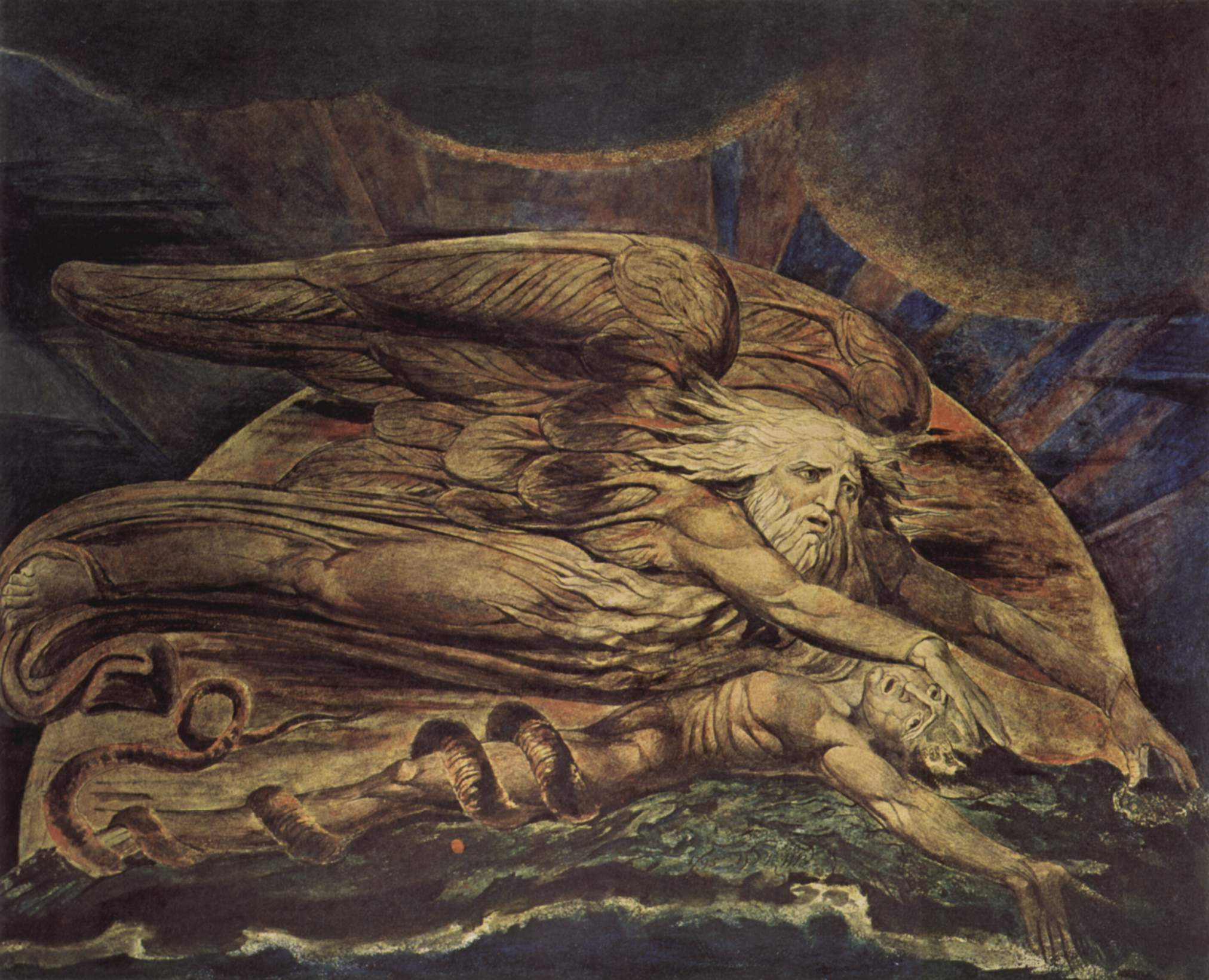
E Elohim cria Adão, William Blake

Adão, em Gênese (בְּרֵאשִׁית/Bərēʾšît), o nome "Adão(אָדָם/ʾĀḏām)" é dado ao primeiro ser humano.  Além de seu uso como o nome do primeiro homem, a palavra hebraica adam também é usada na Bíblia como um pronome, individualmente como "humano" e em um sentido coletivo como "humanidade".  Genesis 1:HE fala da criação do mundo e de suas criaturas por Deus, incluindo a palavra hebraica adam, que significa humanidade. Em Genesis 2:HE Deus forma "Adão", desta vez significando um único ser humano do sexo masculino, do "pó da terra", o coloca no Jardim do Éden(גַּן־עֵדֶן/Gan-ʿĒden) e forma uma mulher, Eva(חַוָּה/Ḥawwāh), Significado: “vida” ou “vivente”., como sua companheira. Em Genesis 3: Adão e Eva comem o fruto da árvore do conhecimento e Deus condena Adão a trabalhar na terra por seu alimento e a retornar a ela em sua morte. Genesis 4: trata do nascimento dos filhos de Adão, e Genesis 5: lista seus descendentes de Sete(שֵׁת/Šēt) [Significado: “colocado” ou “designado” (no sentido de ser dado em lugar de alguém, no caso, Set foi dado em lugar de Abel)] a Noé(נֹחַ/Nōaḥ) [Significado: “conforto” ou “repouso"].
Em toda a Bíblia hebraica, Adão aparece apenas nos capítulos 1 a 5 do Livro de Gênesis, com exceção de uma menção no início dos Livros das Crônicas/Paralipômenos onde, como em Gênesis, ele encabeça a lista dos ancestrais de Israel(יִשְׂרָאֵל/Yiśrāʾēl).  A opinião majoritária entre os estudiosos é que o texto final de Gênesis data do período persa (século V a.C.),  mas a ausência de todos os outros personagens e incidentes mencionados nos capítulos 1 a 11 de Gênesis do resto da Bíblia hebraica levou uma minoria considerável à conclusão de que esses capítulos foram compostos muito mais tarde do que aqueles que se seguem, possivelmente no século III a.C. 

## Uso

### Humanidade – ser humano – indivíduo masculino
A Bíblia usa a palavra  אָדָם ʾĀḏām ) em todos os seus sentidos: coletivamente ("humanidade", Genesis 1:27: ), individualmente (um "homem", Genesis 2:7: ), ser humano gênero não-específico ("homem e mulher", Gênese 5:1-2 ) e masculino ( Genesis 2,23-24 ).  Em Gênesis 1:27, "adam" é usado no sentido coletivo, e a interação entre o indivíduo "Adão" e a "humanidade" coletiva é um componente literário principal dos eventos que ocorrem no Jardim do Éden, os significados ambíguos embutidos nos termos morais, sexuais e espirituais da narrativa refletem a complexidade da condição humana.  Gênesis 2:7 é o primeiro versículo onde "Adão" assume o sentido de um homem individual (o primeiro homem), e o contexto do sexo está ausente; a distinção de gênero de "adam" é então reiterada em Gênesis 5:1–2 ao definir "homem e mulher". 
Um motivo literário recorrente é o vínculo entre Adão e o solo ( adamah ): Deus cria Adão moldando-o do barro nos estágios finais da narrativa da criação . Após a perda da inocência, Deus amaldiçoa Adão e a terra como punição por sua desobediência. Adão e a humanidade são amaldiçoados a morrer e retornar à terra (ou solo) da qual foram formados.  Este aspecto "terreno" é um componente da identidade de Adão, e a maldição de Adão de alienação da terra parece descrever a natureza dividida da humanidade de ser terrena, mas separada da natureza.  Adão, por ter sido expulso do paraíso trabalhará até que vá para a mansão-dos-mortos esperar o Messias para julgá-lo com seus descendentes, os quais, para os Católicos, só é tirado a culpa original pelos sacramentos de o Baptismo, e a Penitência.